# 日意
日意（にちい、1444年（文安元年） - 1519年3月3日（永正16年2月3日））は、戦国時代の日蓮宗の僧。日蓮宗の（身延山 久遠寺）第12世法主。号は円教院。

## 略歴
日意は天台宗の僧侶で比叡山（延暦寺）の学頭であり、伊勢国桑名（現三重県桑名市）の妙蓮寺の住職を務めていた。しかし日頃より仏法の法門に疑問があり、日蓮宗の総本山の久遠寺第11世の行学院日朝と比叡山（延暦寺）での同学の間柄から、身延山（久遠寺）へ訪れ日朝と法義を談ずること三昼夜。ついに疑念が解け、日朝の弟子となり日蓮宗に改宗。師の命により上京し1477年（文明9年）、京都一条尻切屋町に妙傳寺を建立した。開創にあたり師の日朝とともに宗祖の日蓮の御真骨を奉安し、関西以西の信徒の願いを満たした。同時に身延七面山に勧請されている七面天女と同木同体の霊体を安置し、これをもって「西身延」と称されるようになった。日意は妙傳寺にあること23年間。1499年（明応8年）に日朝の跡を継いで日蓮宗の久遠寺第12世の猊座に就いた。

## 著作
- 「本尊抄私記」
- 「身延伽藍建立記」

## 関連資料
- 日蓮宗宗務院『日蓮宗事典』日蓮宗新聞社
- 林是晋『身延山久遠寺史研究』平楽寺書店